# Vandeléville
Vandeléville ist eine französische Gemeinde mit 211 Einwohnern (Stand 1. Januar 2022) im Département Meurthe-et-Moselle in der Region Grand Est (bis 2015 Lothringen). Sie gehört zum Arrondissement Toul und zum Kanton Meine au Saintois.

## Geografie
Vandeléville liegt etwa 29 Kilometer südöstlich von Toul und etwa 33 Kilometer südwestlich von Nancy. Die Nachbargemeinden von Vandeléville sind Favières und Battigny im Norden, Thorey-Lyautey im Nordosten, Dommarie-Eulmont im Osten, Fécocourt im Süden und Südwesten, Tramont-Lassus im Südwesten sowie Tramont-Émy im Westen. Weite Teile der Gemeinde sind bewaldet. Der Fluss Brénon bildet auf einem kurzen Abschnitt die östliche Gemeindegrenze.

## Geschichte
Funde belegen eine frühe Besiedlung in gallo-römischer Zeit. Der Name der heutigen Gemeinde wurde 1091 erstmals indirekt im Begriff Ecclesia de Wandelini villa in einem Dokument erwähnt. Im Mittelalter gehörte die Gemeinde zum Gebiet des Herzogtums Lothringen. Genauer zum Amt (Bailliage) Vézelise. Mit dieser Herrschaft fiel Vandeléville 1766 an Frankreich. Bis zur Französischen Revolution lag die Gemeinde im Grand-gouvernement de Lorraine-et-Barrois. Von 1793 bis 1801 war die Gemeinde dem Distrikt Vézelise zugeteilt und Teil des Kantons Vandeléville, danach von 1801 bis 2015 Teil des Kantons Colombey-les-Belles. Mit Ausnahme der Jahre 1926 bis 1943, als sie zum Arrondissement Nancy gehörte, ist Vandeléville seit 1801 dem Arrondissement Toul zugeordnet. Die Gemeinde lag bis 1871 im alten Département Meurthe.

## Bevölkerungsentwicklung
| Jahr                       | 1962 | 1968 | 1975 | 1982 | 1990 | 1999 | 2006 | 2019 |
| Einwohner                  | 212  | 215  | 198  | 165  | 189  | 202  | 198  | 211  |
| Quellen: Cassini und INSEE |      |      |      |      |      |      |      |      |

## Sehenswürdigkeiten

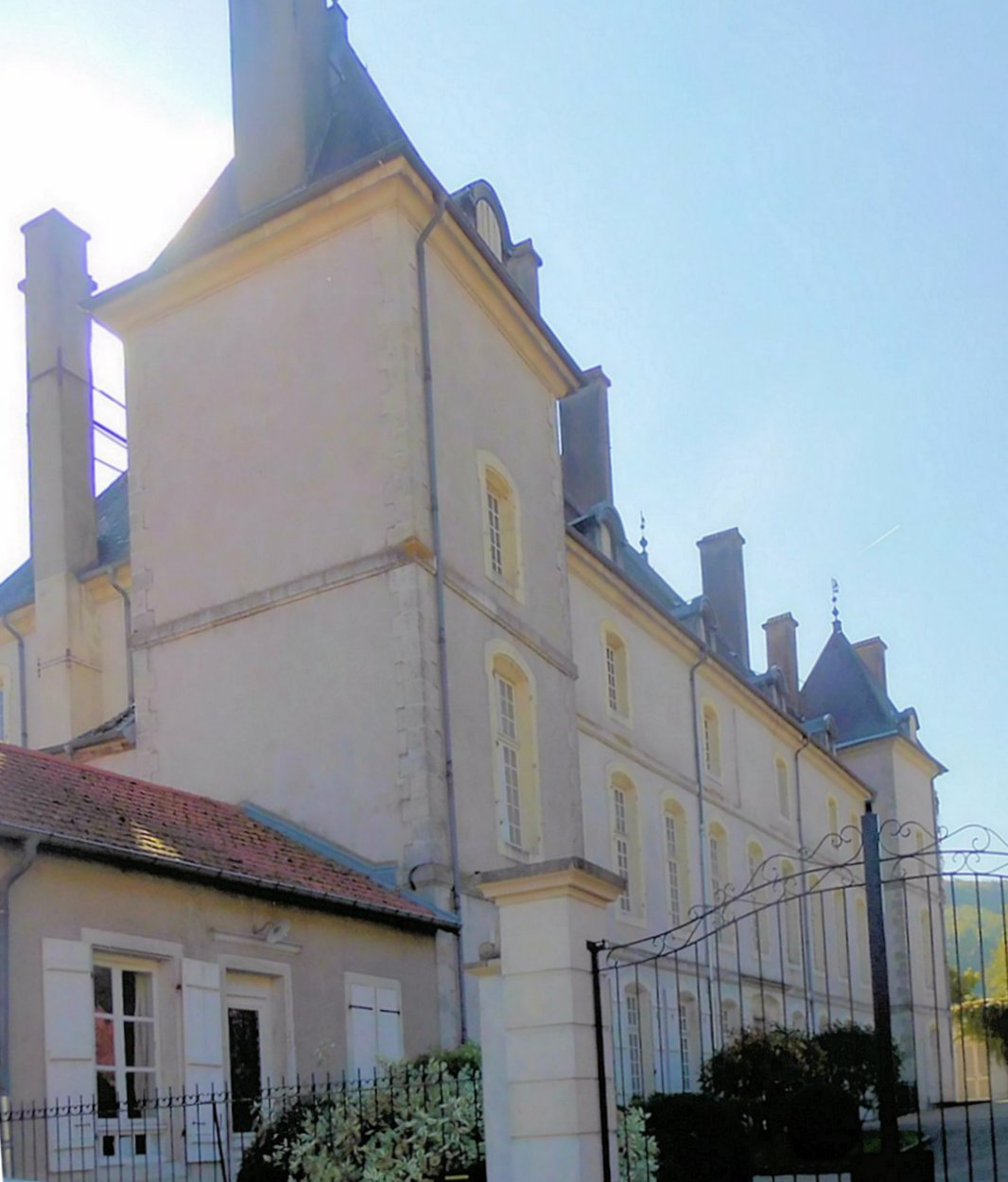
Schloss

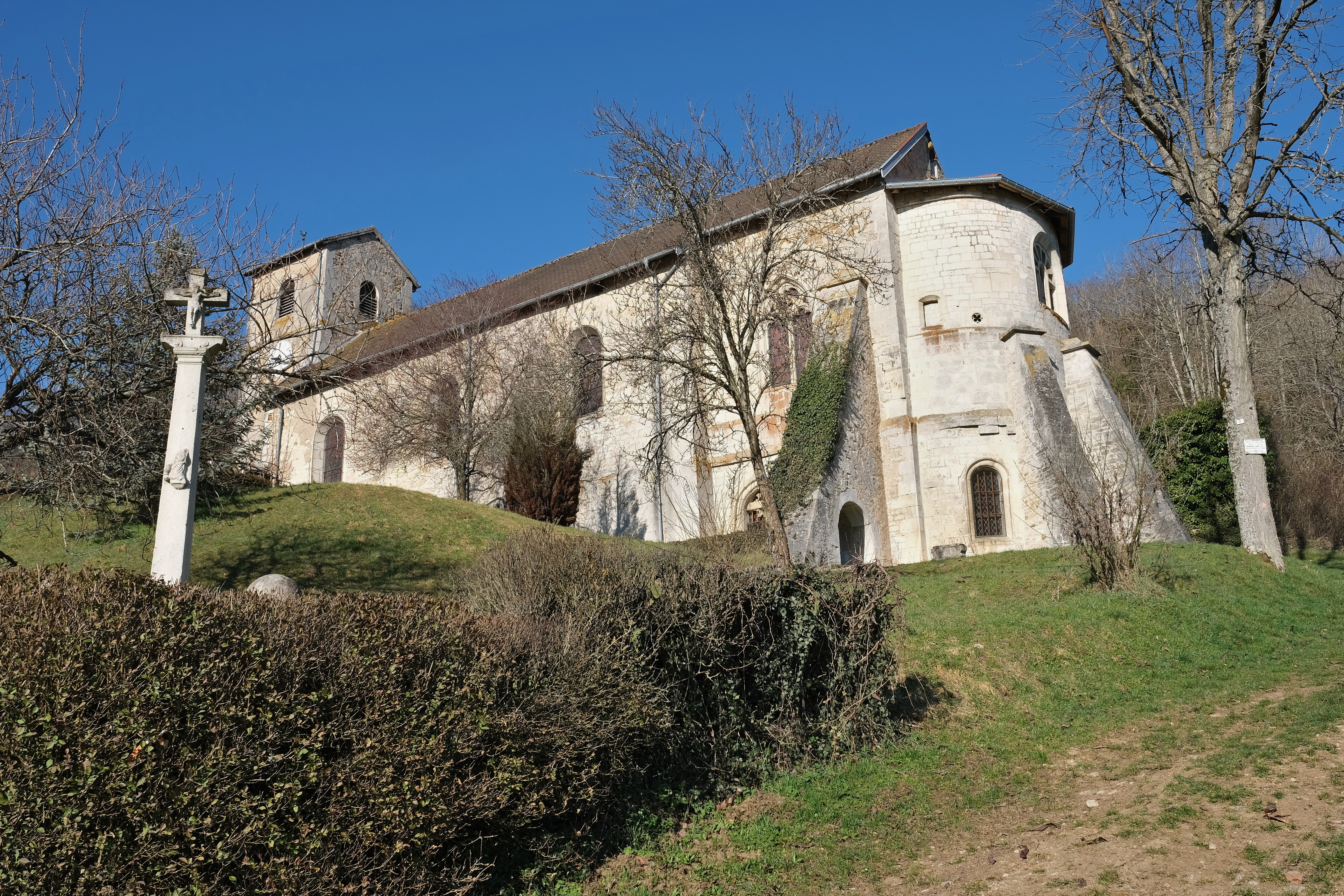
Kirche Saint-Léger

- Schloss Château de Vandeléville aus dem 18. Jahrhundert; mit Verwalterhof und rundem Taubenschlag (abgesperrter Privatbesitz)
- Abteikirche aus dem 18. Jahrhundert für die Congrégation de Notre-Sauveur (heute Privatbesitz)
- Kirche Saint-Léger aus dem 19. Jahrhundert
- Denkmal für die Gefallenen[1]
- vier ehemalige Lavoirs (Waschhäuser)
- ein Wegkreuz an der D12 südöstlich des Dorfs

ehemalige Waschhäuser
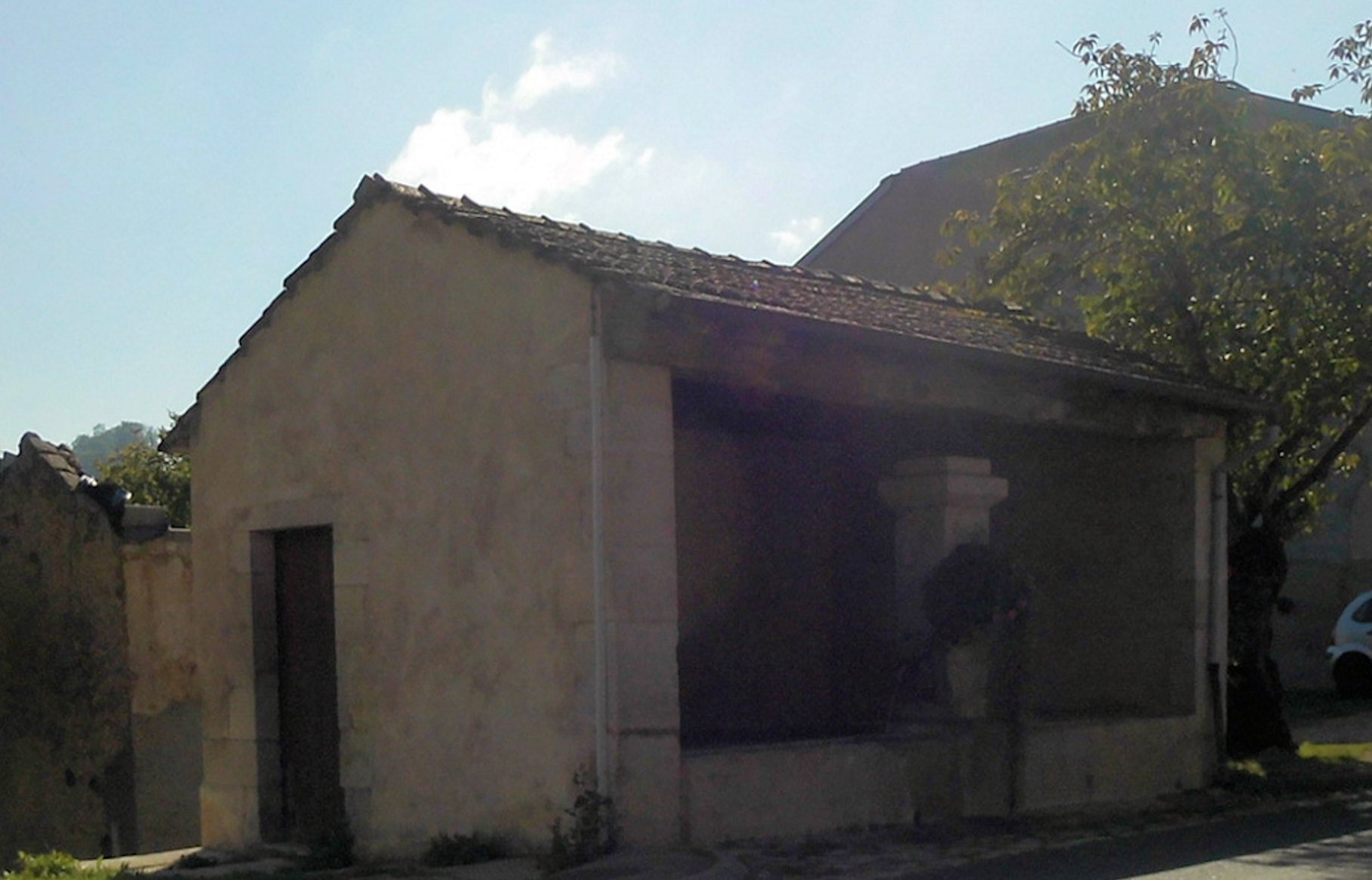
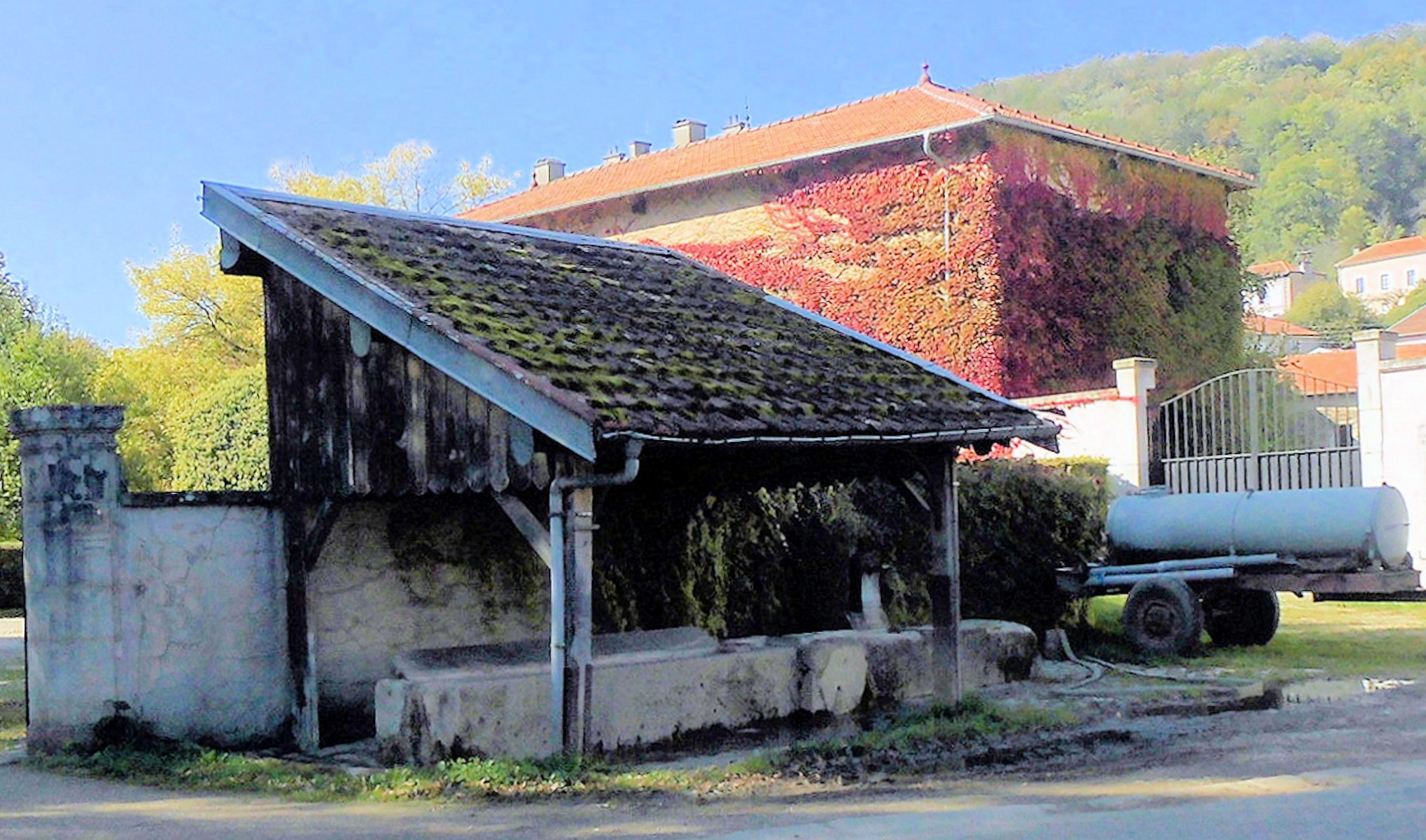
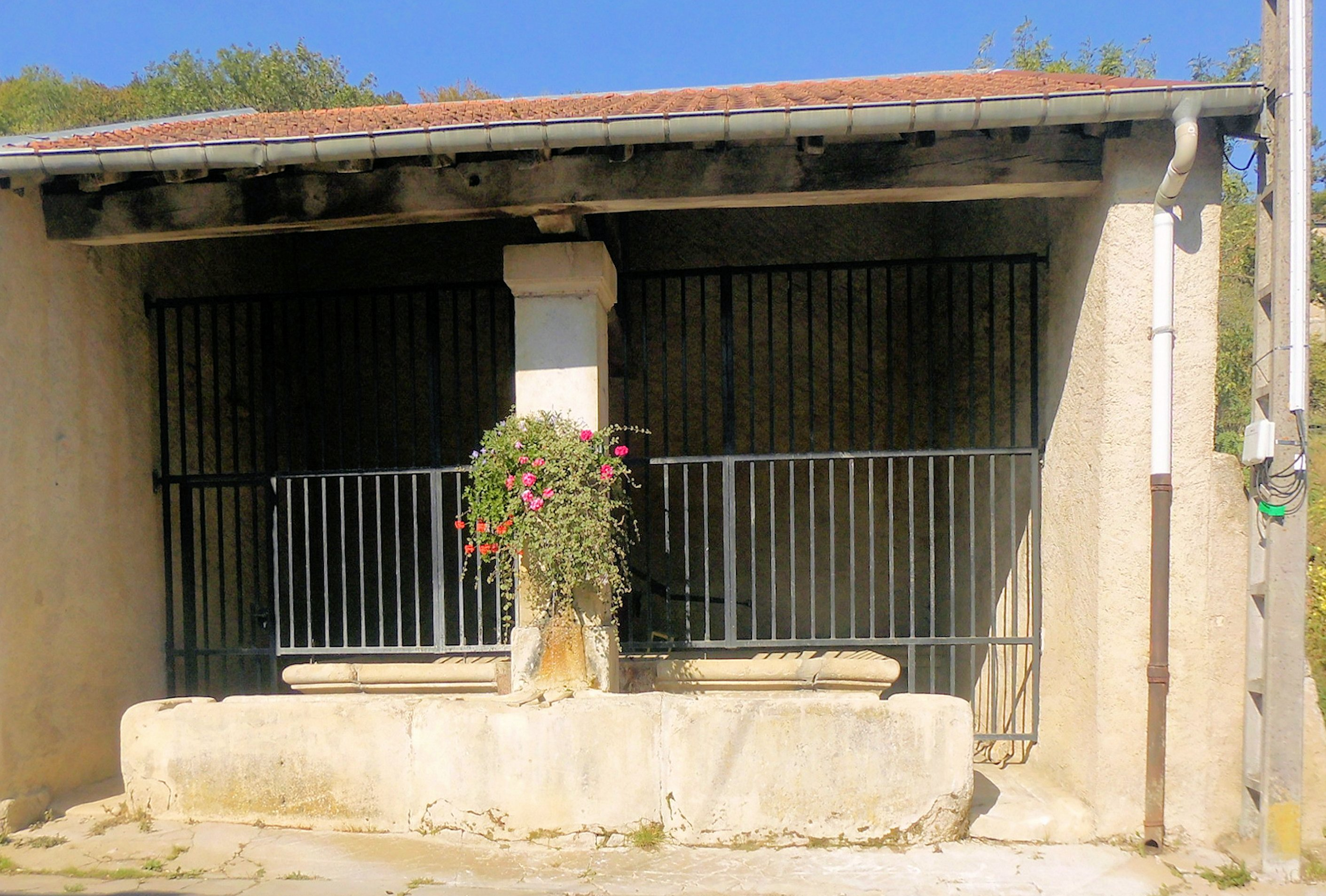
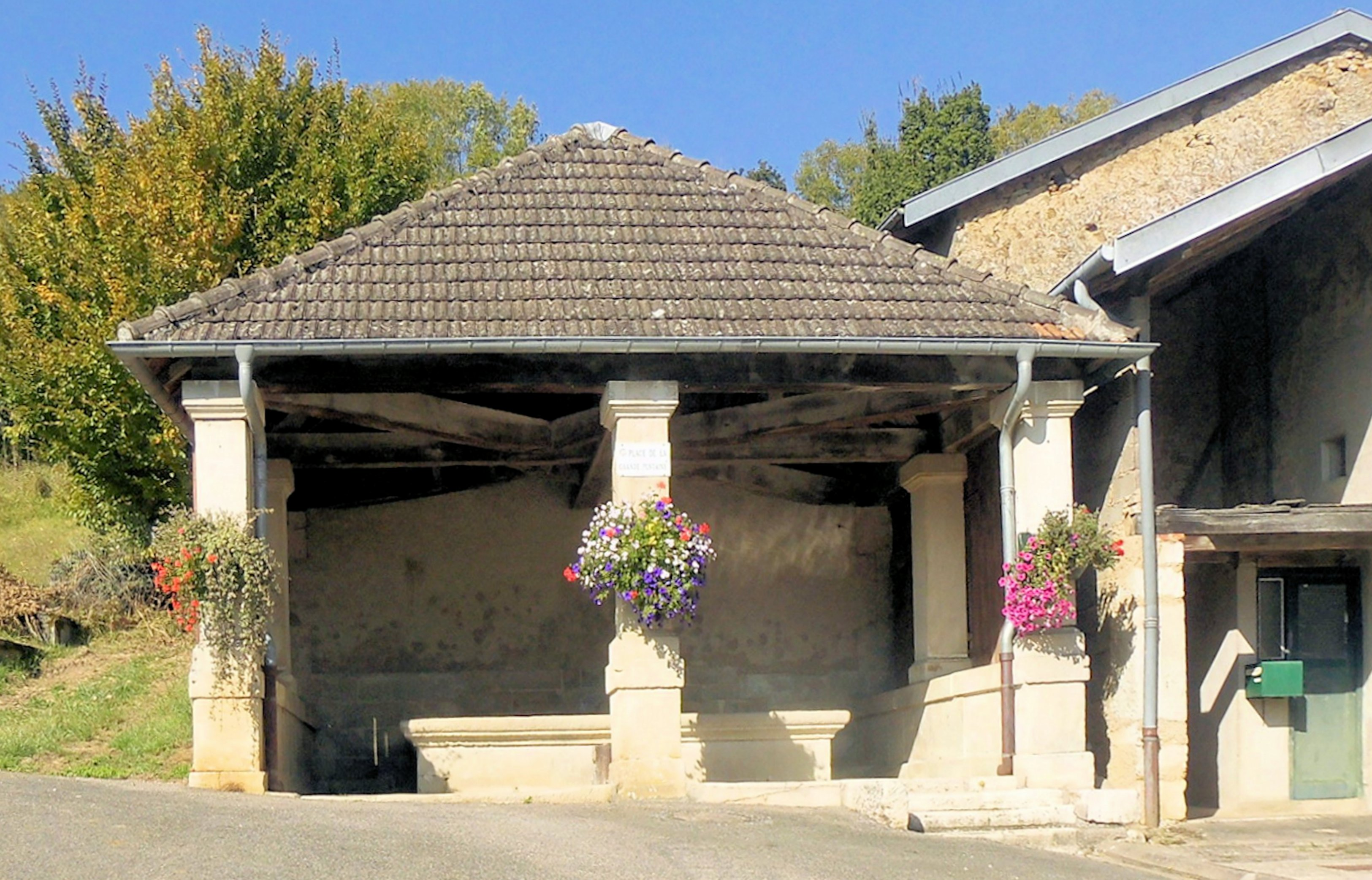